# Euphyia undifraga
Euphyia undifraga är en fjärilsart som beskrevs av Louis Beethoven Prout 1938. Euphyia undifraga ingår i släktet Euphyia och familjen mätare. Inga underarter finns listade i Catalogue of Life.